# ولاري
ولاري هي قرية تقع في إقليم أراد في رومانيا. تبعد عن أراد 35 كم.

## السكان
حسب إحصائيات 2002 بلغ عدد سكان القرية 1,942 نسمة.